# Platinum Towers
Platinum Towers – zespół dwóch 22-piętrowych budynków apartamentowych, zlokalizowany pomiędzy ulicami Grzybowską i Wronią w warszawskiej dzielnicy Wola. 

## Opis
Zespół został wzniesiony w latach 2007–2009. W wieżowcach powstało 396 apartamentów, oraz trzypoziomowy parking podziemny na około 1000 samochodów. Na dwóch ostatnich kondygnacjach wieżowców znajdują się ogrody zimowe oraz duże tarasy widokowe. Natomiast na parterze tworzącym swoiste podium umieszczona jest galeria handlowa, łącząca oba budynki Platinum Towers.
Inwestorem budynku była izraelska firma Atlas Estates.